# Wolfe City
Wolfe City je město v okrese Hunt County ve státě Texas ve Spojených státech amerických. V roce 2000 zde žilo 1 566 obyvatel. S celkovou rozlohou 4 km² byla hustota zalidnění 419 obyvatel na km².

## Geografie
Wolfe City se nachází na 33°22′5″ s. š., 96°4′14″ z. d.. Západně od města se nachází město Denton a jihovýchodně město Winnsboro.